# Pseudafroneta incerta
Pseudafroneta incerta là một loài nhện trong họ Linyphiidae.
Loài này thuộc chi Pseudafroneta. Pseudafroneta incerta được Elizabeth Bangs Bryant miêu tả năm 1935.